# Марк Ребил Апрониан
Марк Ребил Апрониан (на латински: Marcus Rebilus Apronianus) e сенатор на Римската империя през 1 и 2 век.
През 117 г. той е консул заедно с Квинт Аквилий Нигер.